# Carlos Sabat Ercasty
Carlos Sabat Ercasty (Montevideo, 4 de noviembre de 1887-Montevideo, 4 de agosto de 1982) fue un poeta y profesor uruguayo.

## Biografía
Hijo de Mariano Sabat y Fargas y María Luisa Ercasty Tellechea; Del anterior matrimonio de su padre con Viviana Concepción Lleo Andreu, tuvo un medio hermano destacado en el mundo artístico, Hermenegildo Sabat Lleó.
Perteneció al grupo literario que se denominó "generación del 20". Desarrolló una poesía de tono lírico, en verso libre de largo aliento, de verso vibrante, elocuente y enérgico, de amplios matices. También cultivó el soneto. Influyó, en grado variable, en los poetas de generaciones subsiguientes como Pablo Neruda, Mario Benedetti, Rafael Alberti y otros. En sus obras abunda el lirismo, la elocuencia y las grandes inquietudes filosóficas y religiosas del hombre. Obtuvo los premios de Literatura del Uruguay en 1956-1957 y Nacional de Literatura 1951-1952.
En 1907 en el diario El Día de Montevideo, aparece la crónica de la muerte de una poeta, Delmira Agustini, asesinada por su exmarido, y quien escribe la nota es Carlos Sabat Ercasty, de 21 años por aquel entonces. Profesor de literatura en enseñanza secundaria y posteriormente docente universitario de Literatura de la Facultad de Humanidades y Ciencias de Montevideo, Presidente del Ateneo de Montevideo y de la Academia Nacional de Letras, fue también Profesor de matemáticas. En 1917 publica Pantheos, libro donde comienzan a desarrollarse los aspectos esenciales de su poesía, su lirismo y sus permanentes interrogantes filosóficas. Desarrolla al máximo todas estas inquietudes en la sucesión de obras que denominó “Poemas del Hombre”, que se inicia en 1921 con “Poemas del Hombre-Libro de la Voluntad” hasta 1958 con “Poemas del Hombre-Libro de los Mensajes.”
En 1930 obtuvo uno de los premios de literatura otorgados por el Ministerio de Instrucción Pública.

## Obras
- Pantheos, poemas. (1917)
- V. Basso Maglio, ensayo crítico. (1921)
- Poemas del hombre – Libro de la Voluntad. (1921)
- Poemas del hombre – Libro del Corazón. (1921)
- Poemas del hombre – Libro del Tiempo. (1921)
- Poemas del hombre – Libro del Mar. (1922)
- Vidas, poemas. (1923)
- El vuelo de la noche, poemas. (1925)
- Los juegos de la frente, poemas. (1929)
- Los adioses, sonetos. (1929)
- Julio Herrera y Reissig, ensayo crítico.
- Lívida, poemas. (1933)
- El Demonio de Don Juan, poema dramático. (1935)
- Poemas del hombre – Sinfonía del Río Uruguay.
- Geografía: El Río Cebollatí.
- Verbo de América; discurso a los jóvenes. (1940)
- Cántico desde mi muerte. (1940)
- Artemisa, poemas. (1941)
- El espíritu de la Democracia. (1944)
- Romances de la soledad. (1944)
- Himno universal a Roosevelt. (1945)
- Himno a Artigas. (1946)
- Las sombras diáfanas (Sonetos). (1947)
- Poemas del hombre: Libro de la Ensoñación. (1947)
- Oda a Eduardo Fabini. (1947)
- Retratos del Fuego: Antonio de Castro Alves. (1948)
- Poemas del hombre: El libro de Eva inmortal. (1948)
- Unidad y dualidad del sueño y de la vida en la obra de Cervantes. (1948)
- Libro de los Cánticos: cánticos de la presencia. (1948)
- Prometeo (Poema dramático). (1952)
- Poemas del hombre: Libro de José Martí. (1953)
- Retratos del fuego: María Eugenia Vaz Ferreira. (1953)
- El charrúa veinte toros. (1957)
- Chile en monte, valle y mar. (1958)
- Poemas del hombre: Libro de los mensajes. (1958)
- Sonetos Ecuatorianos. (1958)
- Retratos del fuego: Carlos Vaz Ferreira. (1958)
- Lucero, el caballo loco. (1959)
- El mito de Prometeo. (1959)
- Dramática de la introspección. (1960)
- Eurídice, la joven del canto. (1964)
- Himno a Artigas – Himno a Mayo. (1964)
- Himno al joven de la esperanza. (1967)
- De Martí a Sabat Ercasty (Meo Zilio). (1967)
- Canto secular a Rubén Darío. (1967)
- Transpoemas XXVII. (1969)
- Sonetos de la Agonía. (1977)
- Parábolas. (1978)
- Retratos del fuego: José Luis Zorrilla de San Martín. (1978)
- Bula Piriz: Sabat Ercasty; poemas y creación. (1979)
- Cánticos a Eurídice: Tomo I y Tomo II, 522 sonetos. (1980)
- Antología. (1982)

## Galardones
- Premio Nacional de Literatura de Uruguay (1951-52).
- Premio Literatura del Uruguay (1956-57).

En homenaje al poeta se organiza de manera anual un concurso de poesía en Montevideo, Uruguay, denominado "Concurso Latinoamericano Carlos Sabat Ercasty".